# Боэри-Бегар, Изабелль
Изабелль Боэри-Бегар (фр. Isabelle Boéri-Bégard, р.7 июля 1960) — французская фехтовальщица-рапиристка, олимпийская чемпионка.

## Биография
Родилась в 1960 году в Париже. В 1980 году стала чемпионкой Олимпийских игр в Москве в командном первенстве.